# Bello Horizonte
Bello Horizonte ist eine Ortschaft in Uruguay.

## Geographie
Bello Horizonte befindet sich auf dem Gebiet des Departamento Canelones in dessen Sektor 8. Der Ort liegt an der Küste des Río de la Plata zwischen dem östlich angrenzenden Guazú-Virá und dem im Westen anschließenden Costa Azul.

## Infrastruktur
Der Ort liegt an der Ruta Interbalnearia, etwa an deren Kilometerpunkt 57.

## Einwohner
Die Einwohnerzahl von Bello Horizonte beträgt 416 (Stand: 2011).
| Jahr | Einwohner |
| ---- | --------- |
| 1963 | 114       |
| 1975 | 89        |
| 1985 | 112       |
| 1996 | 283       |
| 2004 | 303       |
| 2011 | 416       |

Quelle: Instituto Nacional de Estadística de Uruguay